# St. George (Trinidad y Tobago)
St. George es una parroquia de Trinidad y Tobago.

## Geografía
La parroquia abarca parte de la isla de Tobago y limita al norte y oeste con la parroquia de St. David, al sur con la parroquia de St. Andrew y el océano Atlántico y al este con la parroquia de St. Mary.

## Organización territorial
Consta de siete localidades:
- Belmont
- Concordia
- Easterfield
- Hope-Blenheim
- Hope Farm-John Dial
- Mason Hall
- Mount St. George

## Demografía
Datos demográficos de la parroquia de St. George:
| Gráfica de evolución demográfica de St. George entre 2000 y 2011 |
|                                                                  |